# Jordanoleiopus benjamini
Jordanoleiopus benjamini är en skalbaggsart som beskrevs av Stefan von Breuning 1956. Jordanoleiopus benjamini ingår i släktet Jordanoleiopus och familjen långhorningar.
Artens utbredningsområde är Kenya. Inga underarter finns listade i Catalogue of Life.